# One More Time (groupe)
Pour les articles homonymes, voir One More Time.
One More Time est un groupe suédois de musique pop dont les membres sont Peter Grönvall (fils de Benny Andersson, membre d'ABBA), Nanne Grönvall (femme de Peter), Maria Rådsten et Thérèse Löf.
Un premier single, Highland, est numéro 1 dans dix pays en Europe en 1992 et sera repris par le groupe folk rock Blackmore's Night sur son album Autumn Sky en 2010.
Le groupe participe à l'Eurovision en 1996 avec le single Den Vilda et obtient la troisième place. L'album du même nom est leur seul album en langue suédoise et l'album suivant Living in a Dream est une version anglaise des mêmes chansons.
Nanne Grönvall continue à enregistrer des disques en solo avec succès en Suède. Officiellement, One More Time ne sont pas séparés.
Le 9 juin 2021, le groupe annonce qu'il va se reformer.

## Discographie
- Highland, 1992
- One More Time, 1994
- Den Vilda, 1996
- Living in a Dream, 1997